# Hernán López Echagüe
Hernán López Echagüe (Buenos Aires, 1956) es un periodista, docente y escritor argentino. Es conocido por ser el autor de la investigación El Otro, la biografía política de Eduardo Duhalde, una de las obras periodísticas más vendidas en la década de 1990 en Buenos Aires con 250 000 ejemplares.

## Biografía
En diciembre de 1976, apremiado por la persecución de los grupos de tareas de la dictadura, se exilió en Brasil, donde nació su primera hija. Se radicó en São Paulo, donde formó familia por un tiempo. Allí, a lo largo de ocho años; fue encuestador callejero; empleado de un prestamista; cocinero; artesano; albañil; corrector de enciclopedias; traductor; cantinero; vendedor de baratijas; vendedor de artefactos de agua ozonizada y de cursos de árabe; fabricante de ropas playeras; profesor suplente de historia greco-romana; hacedor de cajitas de plástico para bisutería.
Regresó a Buenos Aires en julio de 1984. Se casó por segunda vez, tuvo otra pareja de hijos, trabajó de cocinero; secretario de una editorial; carpintero, hasta que le encomendaron la escritura de un artículo para La Razón, edición matutina. El resultado fue una nota sobre los entonces novedosos hornos a microondas que en el diario titularon Cómo cocinar en un santiamén.

## Agresiones
En agosto de 1993, luego de publicar en Página/12 una serie de artículos sobre las mafias políticas en la Argentina, le cortaron la cara de un navajazo. Los agresores lo amenazaron diciéndole "dejate de escribir esas pelotudeces, gato"
En un segundo caso, 15 días después, sufrió una golpiza a las puertas del Bingo Avellaneda. Había concurrido al lugar investigando la adicción al juego de una supuesta amante de Eduardo Duhalde.
De él llegó a decir Ernesto Sabato: "un par más y le dan la jefatura de un diario", a propósito de la enorme repercusión mediática internacional que tuvo.
En ambos casos se debió a sus investigaciones en la Provincia de Bs. As. durante la gobernación de Eduardo Duhalde, con Carlos Menem de Presidente y Carlos Rückauf como ministro del Interior, quien prometió investigar "hasta las últimas consecuencias", cosa que no cumplió según se encargó de recordarle Jorge Lanata, director del diario donde Echagüe escribía: Página/12.
En ocasión de los juicios que recibió por su libro El Otro, fue llevado por la fuerza ante el juez, lo que fue repudiado por la Asociación Periodistas.
En las primeras semanas de enero de 1998, hastiado de las frecuentes amenazas que recibía a causa de sus trabajos periodísticos, se radicó con su familia en la ciudad de Nueva Palmira, costa oeste del Uruguay, donde reside.

## Militancia
Allí, durante parte del conflicto ente ambos países por las pasteras, fue coordinador de la Asamblea Regional Binacional que integraron argentinos y uruguayos.
Hacia 2003 protagonizó una polémica contra Joaquín Morales Solá por el presunto colaboracionismo del columnista de La Nación con la dictadura.

## Trayectoria
En el lapso 1985/2005 publicó, de manera ocasional, crónicas, reportajes y trabajos de investigación en diversos medios de la Argentina y el exterior. 
Fue colaborador de los diarios 
- La Razón,
- Tiempo Argentino,
- La Voz del Interior,
- La Nación, y
- El País (de Montevideo, suplemento cultural)

Escribió en las revistas
- El Porteño,
- Viviendo Buenos Aires,
- Crisis,
- Nueva Sociedad (Caracas, Venezuela),
- Plural,
- Página/30,
- Acción,
- Trespuntos,
- Rolling Stone de Argentina;
- Brecha, de Uruguay
- Riesgo País, de Uruguay;

Trabajó de modo estable en los diarios 
- Nuevo Sur (1991, redactor especial),
- Página/12 (1993/1994, redactor especial),
- O Globo, de Río de Janeiro, Brasil, (1995, corresponsal en Buenos Aires) y
- Perfil (1998, columnista),

En las revistas 
- El Periodista de Buenos Aires (1988/1989, redactor especial), y
- Humor (1991/1992, columnista).

## TV
Llevó a cabo tareas de guionista e investigador en los programas de televisión 
- Los Argentinos (Canal 13, año 1987, bajo la conducción periodística de Tomás Eloy Martínez);
- Primera Noche (Telefé, 1990);
- Documentos (América TV, 1991), y
- Edición Plus (Telefé, 1993).

## Obras
Escribió quince libros; varios de ellos, biografías no autorizadas:
- El enigma del general. Bussi: De la Operación Independencia a la Operación Retorno. Ed. Sudamericana, abril de 1991. ISBN 950-07-0595-8 (241 pág.) -acerca del represor Antonio Domingo Bussi-
- La resaca -nouvelle- Beatriz Viterbo ed., noviembre de 1992.
- Gajes del oficio. Sudamericana, diciembre de 1993. ISBN 950-07-0917-1 (135 pág.) -sobre las patotas en el Mercado Central de Bs. As. Crónica, de naturaleza autobiográfica, acerca de los riesgos que supone el ejercicio del oficio de periodista en la Argentina-
- El Otro -biografía política de Eduardo Duhalde- Planeta, 1996. ISBN 950-742-692-2 (246 pág.)
- La Frontera. Viaje al misterioso triángulo de Brasil, Argentina y Paraguay -crónica- (diciembre de 1997, Ed. Planeta),
- Postales Menemistas. (Crónicas y semblanzas del primer mundo) -compilación de artículos 1989/1998-. Perfil Libros, julio de 1998. Colección Hoy x Hoy. Con prólogo de José Pablo Feinmann.
- Palito. Detrás de la máscara (biografía no autorizada del cantante y político Ramón Ortega). Sudamericana, diciembre de 1999.
- El hombre que ríe. Biografía política de Carlos Rückauf. Sudamericana, noviembre de 2000. ISBN 950-07-1916-9 (185 pág.)
- Como viejos lobos -novela-. Ed. Planeta, noviembre de 2001.
- La política está en otra parte. Norma, noviembre de 2002. ISBN 987-545-076-6
- Tierramemoria. Semblanzas, fragmentos, apuntes -crónica-. Norma, mayo de 2004. ISBN 987-545-175-4 (180 pág.)
- Crónica del ocaso. Apuntes sobre las papeleras y la devastación del litoral argentino y uruguayo. Norma, enero de 2007. ISBN 978-987-5454224[7]
- El Regreso del Otro. La reaparición de Eduardo Duhalde en la pelea política argentina. Planeta, 2010. ISBN 978-950-49-2415-9
- Pibes. Memorias de la militancia estudiantil en los años 70. Planeta, 2014.[8]
- El Perro. Horacio Verbitsky: un animal político. Javier Vergara Editor, febrero de 2015. (220 pp) ISBN 978-950-15-2625-7[9]

### Detalles
También había escrito
- Palito Ortega. Del ocaso artístico al éxito político. Ediciones Letra Buena SA, Bs. As., enero de 1992. ISBN 950-777-020-8 (100 pág.) Era el cuadernillo N° 3 de la Colección Transiciones, dirigida por María Seoane.
- Gajes del oficio fue reeditado por Perfil Libros en septiembre de 1998.
- El Otro fue reeditado por Ed. Norma, ISBN 987-545-054-5 hacia marzo de 2002, cuando el senador Eduardo Duhalde estaba en ejercicio de la Presidencia de la Nación. Tiene un prólogo a la nueva edición, "corregida y aumentada"[10] y un amplio anexo documental.[11] Según la editorial, la "1a edición se agotó en 5 días".[12]